# Sony Ericsson Xperia X8
Sony Ericsson Xperia X8, Sony Ericsson X8 eller bara X8, är namnet på Sony Ericssons fjärde mobiltelefon med operativsystemet Android. Telefonen släpptes under mitten av 2010, det var dock länge okänt om X8 skulle lanseras med Android 1.6 eller 2.1. När telefonen väl lanserades var det med Android 1.6, dock dröjde det inte länge innan Sony Ericsson lät X8-ägarna uppgradera till 2.1.